# Roffredo dell'Isola
Roffredo dell'Isola, in latino Rofridus de Insula (Isola del Liri, XII secolo – San Germano, 30 maggio 1210), è stato un cardinale e abate italiano, abate di Montecassino dal 1188 al 1210.

## Biografia
Roffredo, che in precedenza aveva gestito la carica di tesoriere, fu eletto il 9 luglio 1188 abate di Montecassino dopo una vacanza di due anni; il 2 giugno 1191 da papa Celestino III fu nominato cardinale presbitero dei Santi Marcellino e Pietro. 
Nel 1191, l'imperatore Enrico VI si trovava a Montecassino e confermò a Roffredo e al monastero i privilegi precedenti dei re siciliani e di Lotario II. Tuttavia, dal momento che Roffredo si schierò dalla parte di Tancredi di Lecce, avversario di Enrico nella pretesa al trono di Sicilia, fu catturato dall'imperatore di Germania. Al suo posto fu nominato a dirigere il monastero il decano Adenolfo, sostenitore degli Svevi. 
Nel 1192 Roffredo tornò in Italia: il fratello Gregorio rimase come ostaggio in Germania, a garanzia della lealtà dell'abate nei confronti dell'imperatore. Negli anni successivi Roffredo combatté per Enrico nel nord della Puglia contro i vassalli di Tancredi, e pertanto sostenne il capo militare svevo Dipoldo, conte di Acerra. Accolse solennemente Enrico VI quando questi tornò in Italia nel 1194 e dopo che l'imperatore fu incoronato nel Natale del 1194 re di Sicilia, Roffredo fu ricompensato per il suo aiuto militare con tre notevoli privilegi.
Nel 1196 Roffredo era al seguito del legato imperiale, il vescovo Corrado di Hildesheim, quando questi fece radere al suolo le mura di Napoli e di Capua. 
Dopo la morte di Enrico VI (1197), Roffredo divenne un fervido sostenitore della politica pontificia di Celestino III. Nel 1200 fu però costretto a fuggire da San Germano, con il fratello Gregorio, davanti a Dipoldo di Acerra: solo col supporto di mercenari riuscì poi ad indurre Dipoldo a ritirarsi. Nel 1201 insieme a Gualtieri di Brienne costrinse gli svevi (capeggiati da Dipoldo e dal cancelliere Gualtieri di Pagliara) a una sonora sconfitta militare a Canne per cui l'anno dopo il papa Innocenzo III incaricò Roffredo, come legato in Sicilia, di liberare il giovane Federico II, tenuto prigioniero a Palermo da Marquardo di Annweiler. Innocenzo III visitò nel 1208 il monastero di Montecassino e in quell'occasione diede all'abate e ai monaci ampie concessioni per la ricostruzione dai danni della guerra. 
Morì il 30 maggio 1210 a San Germano e fu sepolto nell'abbazia di Montecassino. Gli succedette nella carica di abate il decano Pietro Comes.